# 林汝梅
林汝梅（1833年—1894年），字若村，號鰲珊，道號元培，乳名清潭，臺灣西門人，竹塹林祥雲的第五個兒子，林占梅族弟。林汝梅積極參與地方事務，曾協助福建巡撫岑毓英建設了大甲溪橋，也幫助招撫社番歸化。

## 生平
1833年，林汝梅出生於新竹內公館林家。1875年，林汝梅入泮。1880年，岑毓英修建大甲溪橋，林汝梅貢獻良多。1882年，他被分配領地在南莊一帶進行開墾，並與竹塹社的協力移屯至三灣地區，招撫了獅頭馱、獅裡英、田厝和田尾等四個社番，隨後遷至南莊的三灣隘，墾務有了很大進展。臺北府建城時，林汝梅協助新竹地區籌款。中法戰爭期間，林汝梅募集了200多人鄉勇保衛新竹，因功獲得了「候選道」的頭銜。1885年臺灣建省，林汝梅受到巡撫劉銘傳任命，採集建設鐵路石材，並與新埔的陳朝綱合作。
1891年，林汝梅成立商號「金恆勝」，在苗栗南庄一帶經營樟腦業。當時，林汝梅與外委胡新發聯絡閩籍的「金東和」，從事墾地隘防工作，並與其他開墾勢力對抗。這場衝突幾乎演變成武鬥，但經過官府調解後，林汝梅進入了獅裡興和獅裡驛社的墾界範圍。1883年，兩個社番聯合了五指山和後桂竹林等社的人，襲擊了林汝梅的山場。次年，又有各社番聯合，襲擊了林汝梅田厝的公館、斷水道和杜通路，對林汝梅的事業造成不可逆的打擊。1889年10月，林汝梅和鄭如蘭、李聯萼等人一同舉行祈雨儀式，主持城隍廟建醮。:594
此外，林汝梅一直懷有追求道的志向。林汝梅見到新竹地區的道士除了謀生外缺乏修養，對此深感遺憾。因此，他遠赴江西拜師，成為第六十一代天師龍虎山的正一派道法學習者。回到家鄉後，他日夜勤習，熟練地展示了步罡踏斗等術法，並邀請了眾多道士聚集在一起，詳細解釋教義，並闡述南北道派的不同風格，使烏頭道士在正統道教中獲得了地位。附近從事道士職業的人無不上門求教，人們把他視為新竹的天師府。1894年，林汝梅去世，享年六十一歲。
近年，國立清華大學人類所教授李匡悌帶領考古團隊於校區找到林汝梅的墓葬。

## 作品
林汝梅擅長書畫，風格類似其兄林占梅，作品包括1882年的《雙鷺棲松圖軸》。林汝梅詩作現存自題畫幅四首，收錄於王松的《臺陽詩話》、連橫《臺灣詩乘》。

## 延伸閱讀
許雪姬，《臺灣歷史辭典》（臺北市：行政院文化建設委員會，2004年）。